# Pen-en-gatverbinding

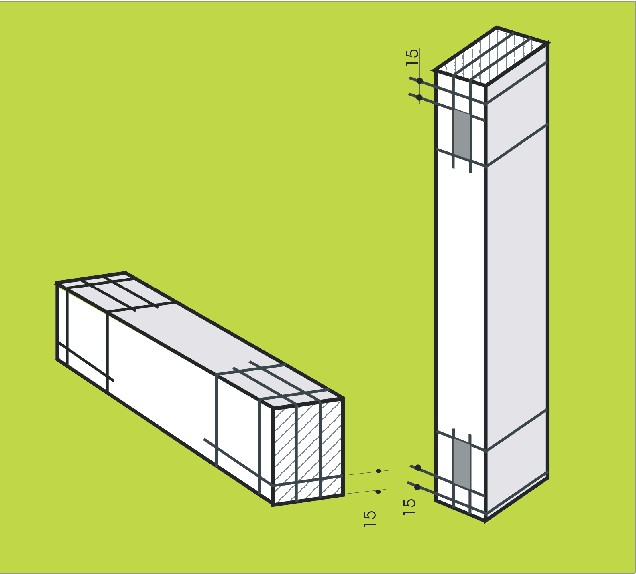
Pen-en-gatverbinding afgetekend op het raamhout

Gesloten pen-en-gatverbinding

Als boven maar met schuine borst (1) en draagtand (2)

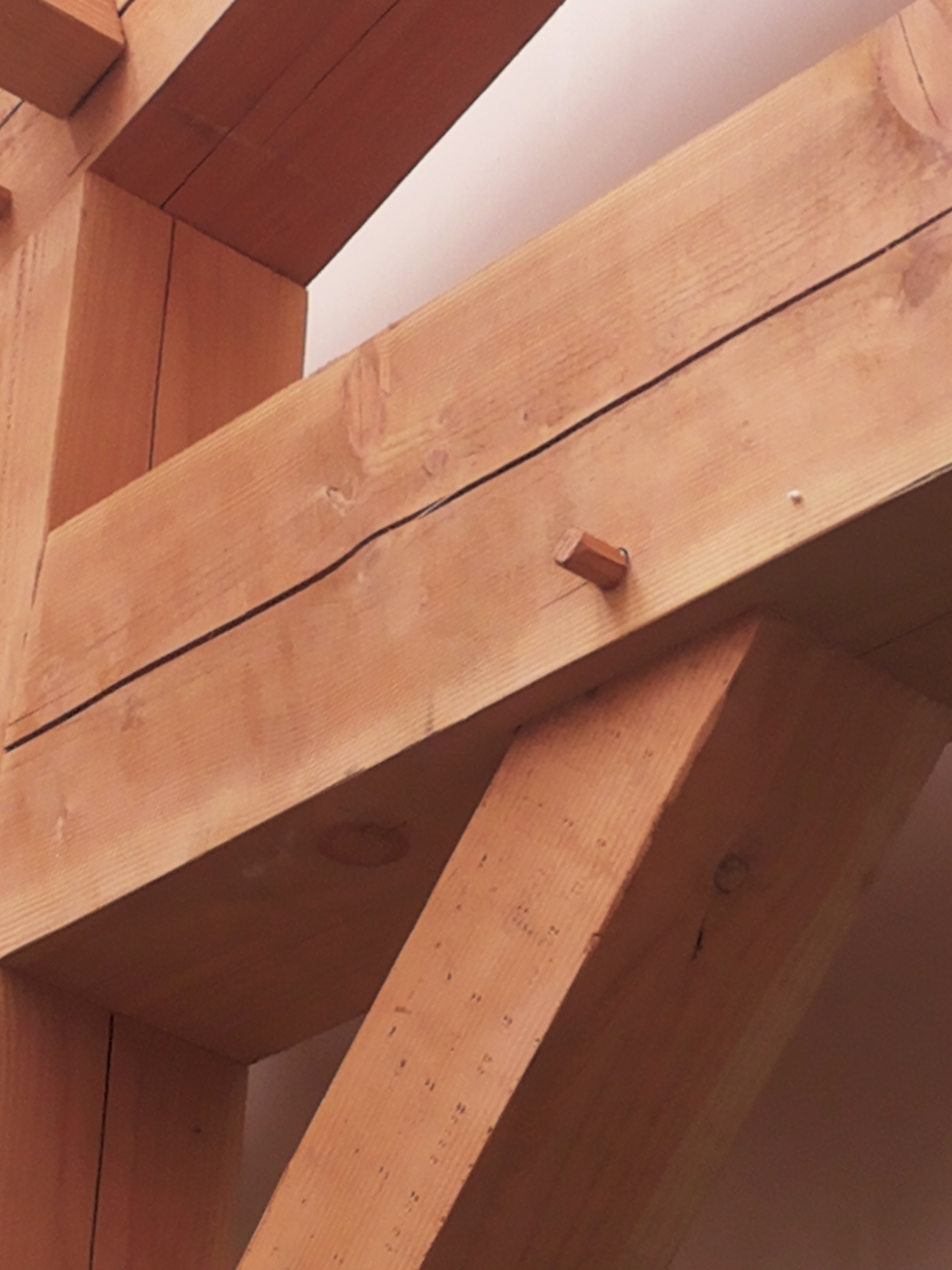
Bouwkundige pen-en-gatverbinding, gezekerd met een toognagel.

Een pen-en-gatverbinding is een houtverbinding waarbij twee houten onderdelen door middel van een pen-gat met elkaar worden verbonden.
Aan het ene deel wordt een rechthoekige pen gemaakt. In het andere onderdeel wordt een rechthoekig gat gehakt of gefreesd met dezelfde afmetingen. Bij de pen wordt bij voorkeur aan beide kanten van de pen een derde van het hout weggehaald, zodat de dikte van de pen 1/3 van de oorspronkelijke houtdikte is.
Een pen-en-gatverbinding is een sterke verbinding, maar de zichtbaarheid van de pen aan de buitenkant van de stijl wordt niet door iedereen als mooi ervaren. Dit feit bepaalt de keuze voor deze verbinding, of een andere bij het ontwerpen.
Om aan dat minder fraaie uiterlijk tegemoet te komen, past men wel een zogenaamde blinde pen toe, vooral bij meubels. Hierbij is de pen opgesloten in een niet geheel door het hout doorlopend gat.
Een andere verbindingstechniek is bijvoorbeeld de deuvelverbinding, waarbij losse ronde pennen of deuvels worden gebruikt, die in de regel blind worden toegepast.